# 大分県道605号床木海崎停車場線
大分県道605号床木海崎停車場線（おおいたけんどう605ごう ゆかぎかいざきていしゃじょうせん）は、大分県佐伯市を通る一般県道である。

## 概要
佐伯市弥生大字床木佐伯市大字戸穴を結ぶ。
佐伯市山側の弥生地区と海沿いの海崎地区を結ぶ道路である。山越えの部分に狭隘区間が残っており、その中の八明隧道（やめいずいどう）も狭小だったため普通車でも対向が困難であったが、2016年2月24日に新八明トンネルを含むバイパスが開通し狭隘区間は解消された。

### 路線データ
- 起点：大分県佐伯市弥生大字床木（大分県道36号佐伯津久見線交点）
- 終点：大分県佐伯市大字戸穴（海崎駅前交差点、国道217号交点）
- 陸上距離：約4.3km

## 歴史
- 2016年（平成28年）2月24日 - 新八明トンネルを含むバイパス道路が開通[1]。

## 路線状況

### 道路施設

#### トンネル
起点から
- 芋ノ尾トンネル：延長70 m、1998年（平成10年）竣工、佐伯市
- 河内トンネル：延長139 m、1998年（平成10年）竣工、佐伯市
- 新八明（しんやめい）トンネル：延長250 m、2016年（平成28年）竣工、佐伯市

## 地理

### 通過する自治体
- 佐伯市

### 交差する道路
| 交差する道路             | 交差する場所 | 交差する場所          |
| ------------------------ | ------------ | --------------------- |
| 大分県道36号佐伯津久見線 | 弥生大字床木 | 起点                  |
| 国道217号                | 大字戸穴     | 海崎駅前交差点 / 終点 |

### 交差する鉄道
- 日豊本線

### 沿線
- JR九州日豊本線 海崎駅